# پریلیکه
پریلیکه (به صربی: Prilike) یک روستا در صربستان است که در ایوانئیتسا واقع شده‌است.
 پریلیکه ۱۶٫۲۳ کیلومتر مربع مساحت و ۱٬۳۱۱ نفر جمعیت دارد.